# Wendlandia speciosa
Wendlandia speciosa är en måreväxtart som beskrevs av John Macqueen Cowan. Wendlandia speciosa ingår i släktet Wendlandia och familjen måreväxter. Inga underarter finns listade i Catalogue of Life.